# Johann Gotthard Zigra
Johann Gotthard Zigra, lettisch Cigra (* 16. November 1773 in Lübeck; † 8. Januar 1843 in Mitau) war ein deutscher Apotheker und Archivar.

## Leben
Johann Herman Zigra war Sohn des Lübecker Kaufmanns Johann Zigra und seiner Ehefrau Christina Elisabeth geb. Cordua. Der Gärtner Johann Hermann Zigra war sein jüngerer Bruder.
Zigra absolvierte eine Apothekerlehre in Kopenhagen, wo er sich auch dem Studium der Botanik, Physik und Chemie widmete. Er kehrte anschließend für eine Zeit nach Lübeck zurück, um dann 1795 gemeinsam mit seinem Bruder nach Riga zu segeln. Er arbeitete zunächst als Apotheker in Walk und wurde 1798 Apothekenbesitzer der Löwenapotheke in Mitau, die er ab 1821 verpachtete, um als Archivar in den Dienst der Regierung des Gouvernements Kurland zu treten. Zigra verfasste auch Gelegenheitsgedichte.

## Mitgliedschaften
- Kurländische Gesellschaft für Literatur und Kunst
- Pharmazeutische Gesellschaft, St. Petersburg
- Medizinische Gesellschaft bei der Universität Wilna